# Parandalia bennei
Parandalia bennei är en ringmaskart som beskrevs av Solis -Weiss 1983. Parandalia bennei ingår i släktet Parandalia och familjen Pilargidae. Inga underarter finns listade i Catalogue of Life.